# Берези на вітру
«Берези на вітру» (лит. «Beržai svyruokliai») — радянський чорно-білий телефільм 1963 року, знятий режисером Віталісом Груодісом на Вільнюському телебаченні.

## Сюжет
За однойменною повістю Вітаутаса Бубніса. Тема фільму — життя колгоспного села, стосунки між людьми, протиріччя старого та молодого покоління через різні погляди на життя, любов та мораль.

## У ролях
- Юдіта Ушинскайте — Она
- Хенрікас Андрюконіс — Ієронімас
- Петронеле Восілюте — Раудене
- Йонас Біржіс — Раудіс
- Аурелія Мікушаускайте — Ельзе
- Еугеніюс Ігнатавічюс — Юозас Сімайтіс, бригадир
- Міліта Базявічюте — епізод
- Г. Бражюнас — епізод
- Нійоле Гяльжиніте — сільська дівчина
- Р. Янкаускайте — епізод
- А. Янкаускас — епізод
- Анупрас Лауцюнас — Пранас
- Олександр Шиманскіс — друг Ієронімаса
- Бронюс Талачка — друг Ієронімаса
- Ельвіра Жебертавічюте — Альбіна
- Емілія Грікявичюте — епізод

## Знімальна група
- Режисер — Віталіс Груодіс
- Сценаристи — Віталіс Груодіс, Йонас Ботірюс
- Оператор — Йонас Ботірюс
- Художник — Йонас Вілутіс